# Sandhya Hasswani
Sandhya Hasswani (* Oktober 1987 in Bad Säckingen) ist eine deutsche Schriftstellerin.

## Leben
Sandhya Hasswani wurde 1987 in Bad Säckingen  als Tochter eines indischen Vaters und einer englisch-deutschen Mutter geboren. Ihre Kindheit und Jugend verbrachte sie in Herrischried im Hotzenwald, wo sie schon früh in Kindergarten und Grundschule – wie auch über ihre schwyzerdütsche Gotte (Patentante) – in Kontakt zum Alemannischen trat.
Während der Schuljahre auf dem Scheffel-Gymnasium entdeckte sie im Leistungskurs Kunst die Freude am Illustrieren. Im Rahmen ihrer ehrenamtlichen young public affairs Nebentätigkeit reiste sie 2006 für eine NGO nach New York City, wo sie vor den UN einen Vortrag über disarmament of the nations hielt. Nach dem Abitur 2007 bereiste sie den Norden Indiens, wo sie während ihres neunmonatigen Aufenthalts für mehrere Ashrams und caritative NGO arbeitete, regelmäßig Entwicklungsberichte verfasste und an einer Übersetzung der Veden mitarbeitete. In Indien spürte sie u. a. ihren großväterlichen Wurzeln nach, erlernte Yoga und Meditation und betätigte sich  karitativ.
Wieder in Deutschland, absolvierte sie ein journalistisches Studium (Darmstadt, Freiburg) mit einer Zusatzausbildung in Kreativem Schreiben. Ab 2014 arbeitete sie als freie Journalistin bei Tageszeitungen am Hochrhein, schrieb über lokale Themen, interviewte z. B. den heutigen Bundespräsidenten Frank-Walter Steinmeier oder Wetterfee Claudia Kleinert. In den ersten Jahren als Mutter blieb ihr mehr Zeit für intensive Beschäftigung mit der Sprache, aber auch für kreative Arbeit mit Farbe, Pinsel und Kamera.
In Zusammenarbeit mit der Muettersproch-Gsellschaft, Kultur-uffm-Wald, der Freilichtbühne Klausenhof und der Trachtenvereinigung Alt-Hotzenwald organisierte sie öffentliche Aktionen: Zwei Schülerwettbewerbe 2016 und 2019 in alemannischer Sprache auf dem Hotzenwald mit 400 Teilnehmern verschiedenster Schulen. Sie engagierte sich u. a. im Verein Aktiver Hotzenwald und erprobte sich als Netzwerkerin. Sie lernte auch Markus Manfred Jung kennen, den derzeit wohl bekanntesten alemannischen Dichter aus dem Wiesental.
2017 und 2018 erschienen in Zusammenarbeit mit dem Künstlerpaar Gelderblom-Olivieri zwei Sagenkalender; 2020 erschien ihr erstes Buch, dem weitere Werke, z. T. in alemannischem Dialekt, folgten.
Hasswani lebt mit ihrem Mann und zwei Kindern in Herrischried auf dem Hotzenwald.

## Werke
- 2018 Sagenkalender Hotzenwald, eine ARTfirma ISBN 978-3-7245-2419-9
- 2018 Glockenbroschüre, eine Dokumentation, Gemeindeteam St. Zeno
- 2020 Sagenhafter Hotzenwald, Friedrich Reinhardt Verlag, Basel ISBN 978-3-7245-2419-9
- 2020 Die Katze fraß mein Winterkleid, Lyrik Anthologie, chiliverlag ISBN 978-3-943292-85-5
- 2021 Chind und andri Ploge wo glücklich mache, Drey Verlag, Gutach ISBN 978-3-948482-05-3
- 2022 Die letzte Äbtissin, historischer Roman, 544 Seiten, Friedrich Reinhardt Verlag, Basel ISBN 3-7245-2574-5

## Auszeichnungen
- 2013  Auszeichnung durch Akademie Ländlicher Raum Baden-Württemberg für ihren Beitrag „Jugend auf dem Land“
- 2015  Lyrik, zweiter Preis beim Gerhard Jung Wettbewerb der Stadt Zell i. W.
- 2018  Szene, erster Preis beim Gerhard Jung Wettbewerb der Stadt Zell i. W.
- 2020  Stipendium durch den FdS Förderkreis deutscher Schriftsteller in Baden-Württemberg
- 2021  Lyrik, zweiter Preis Lahrer Murre
- 2024  Hauptpreis der Kategorie „Literatur“ des Landespreises für Dialekt Baden-Württemberg für Friide[1]